# Valcheta
Valcheta est une petite ville d'Argentine, chef-lieu du département de Valcheta, en province de Río Negro. La ville est située en Patagonie argentine sur la route nationale 23.

## Histoire
C'est une des localités de la province de Río Negro parmi les plus anciennement connues. Le 5 octobre 1833, lors de la campagne de Juan Manuel de Rosas en Patagonie, l'aile gauche de son armée, conduite par le sergent major Leandro Ibáñez, livra bataille contre le cacique Cayupán qui campait sur les rives du ruisseau local, appelé "río Chiquito".

## Voies d'accès
- Est : (Sierra Grande, Puerto Madryn, Trelew, Las Grutas) Au départ de la route nationale 3, on prend la route provinciale 23, et on parcourt 82 km.
- Ouest : (Bariloche, Siete Lagos, Villa Angostura, El Bolsón) Plus ou moins 550 km par la route nationale 23.

## Population
La localité comptait 3.555 habitants en 2001, ce qui représentait une hausse de 4,2 % par rapport aux 3.413 recensés en 1991.